# Gotti (pel·lícula de 2018)
Gotti és una pel·lícula policíaca biogràfica estatunidenca del 2018 sobre el mafiós de la ciutat de Nova York John Gotti, dirigida per Kevin Connolly i escrita per Lem Dobbs i Leo Rossi. És protagonitzada per John Travolta com a Gotti, al costat de la seva dona de la vida real Kelly Preston com la dona d'en Gotti, Victoria, a la seva penúltima pel·lícula. S'ha doblat i subtitulat al català.
La pel·lícula es va anunciar el 2010, però es va desenvolupar durant diversos anys amb nombrosos directors i actors, com Barry Levinson i Al Pacino. El rodatge principal va començar finalment el juliol de 2016 a Cincinnati i va concloure a Brooklyn el febrer de 2017.
La pel·lícula s'havia d'estrenar originalment als Estats Units el 15 de desembre de 2017, però Lionsgate, el distribuïdor previst, va tornar a vendre la pel·lícula als seus productors i estudi, retardant-ne el llançament. El 12 de març de 2018, SunRider Productions i Vertical Entertainment van anunciar la seva nova data d'estrena per al 15 de juny de 2018, després de l'estrena al Festival de Canes de 2018.
Gotti va tenir un rendiment inferior tant de crítica com comercialment; va recaptar només 6 milions de dòlars contra un pressupost de producció de 10 milions de dòlars i va rebre crítiques universalment negatives, que van lamentar-ne el guió, l'estètica i les interpretacions, tot i que l'ús del maquillatge i l'actuació de Travolta van rebre alguns elogis. És una de les poques pel·lícules que té un índex d'aprovació del 0% al lloc web Rotten Tomatoes. A la 39a edició dels premis Golden Raspberry, la pel·lícula va ser nominada a sis Razzies, incloses el de la pitjor pel·lícula i el pitjor actor per a Travolta.